# Bolesław Matzner
Bolesław Matzner (ur. 6 lutego 1889 w Dębicy, zm. 9–11 kwietnia 1940 w Katyniu) – doktor praw, pułkownik audytor Wojska Polskiego, ofiara zbrodni katyńskiej.

## Życiorys
Bolesław Matzner urodził się 6 lutego 1889 w Dębicy, w rodzinie Klemensa i Emilii z Orłowskich. Miał brata Stanisława (1891–1940), księdza kapelana, zamordowanego w 1940 przez NKWD. W 1912 uzyskał dyplom doktora praw na Cesarskim Uniwersytecie Warszawskim. Uczestniczył w I wojnie światowej.
5 czerwca 1919 roku został przyjęty do Korpusu Sądowego Wojska Polskiego z byłej cesarskiej i królewskiej Armii, z zatwierdzeniem posiadanego stopnia kapitana. W maju 1921 został szefem Sądu Wojskowego Okręgu Generalnego Białystok. 3 maja 1922 został zweryfikowany w stopniu majora ze starszeństwem z dniem 1 czerwca 1919 i 59. lokatą w korpusie oficerów sądowych. Pełnił służbę Wojskowym Sądzie Okręgowym Nr I w Warszawie na stanowisku „sędziego śledczego dla spraw szczególnej wagi”. W sierpniu 1924 roku został przydzielony z Departamentu IX MSWojsk. do WSO I na stanowisko sędziego śledczego. W 1928 ponownie w Departamencie Sprawiedliwości Ministerstwa Spraw Wojskowych na stanowisku referenta i szefa wydziału.  29 stycznia 1932 awansował na podpułkownika ze starszeństwem z dniem 1 stycznia 1932 i 3. lokatą w korpusie oficerów sądowych. W 1938 został mianowany sędzią Najwyższego Sądu Wojskowego i awansowany na pułkownika ze starszeństwem z dniem 19 marca 1938 w korpusie oficerów audytorów. Był współautorem „Komentarza do kodeksu karnego wojskowego z dnia 22.III.1928 r.”, zaleconego do użytku służbowego 2 sierpnia 1928 przez ówczesnego Ministra Spraw Wojskowych, Józefa Piłsudskiego oraz członkiem Komitetu Redakcyjnego Wojskowego Przeglądu Prawniczego.
W czasie kampanii wrześniowej 1939, po agresji ZSRR na Polskę, w nieznanych okolicznościach wzięty do niewoli sowieckiej. Od 4 listopada 1939 przebywał w obozie jenieckim w Kozielsku. Między 7 a 9 kwietnia 1940 przekazany do dyspozycji naczelnika Zarządu NKWD Obwodu Smoleńskiego – lista wywózkowa 015/2 z 5 kwietnia 1940. Został zamordowany między 9 a 11 kwietnia 1940 w lesie katyńskim przez funkcjonariuszy Obwodowego Zarządu NKWD w Smoleńsku oraz pracowników NKWD przybyłych z Moskwy na mocy decyzji Biura Politycznego KC WKP(b) z 5 marca 1940. Ofiary tej zbrodni grzebano w bezimiennych mogiłach zbiorowych, gdzie od 28 lipca 2000 mieści się oficjalnie Polski Cmentarz Wojenny w Katyniu. W miejscu tym prowadzone były ekshumacje i prace archeologiczne. Zidentyfikowany podczas ekshumacji nadzorowanych przez Niemców w 1943 pod numerem 493 – dosł. opisany jako Matzner Boleslaw (raport dzienny z 24 kwietnia 1943). Przy jego szczątkach znaleziono: legitymację oficerską, wizytówki, blok notesowy oraz baretki. Figuruje na liście Komisji Technicznej PCK pod numerem 0493.

## Ordery i odznaczenia
- Krzyż Kawalerski Orderu Odrodzenia Polski (11 listopada 1936)[22]

- Złoty Krzyż Zasługi (10 listopada 1928)[23]

## Upamiętnienie
Postanowieniem nr 112-48-07 Prezydenta RP Lecha Kaczyńskiego z 5 października 2007 został awansowany pośmiertnie do stopnia generała brygady. Awans został ogłoszony 9 listopada 2007 w Warszawie, w trakcie uroczystości „Katyń Pamiętamy – Uczcijmy Pamięć Bohaterów”.
W ramach akcji „Katyń... pamiętamy” / „Katyń... Ocalić od zapomnienia” został zasadzony dwukrotnie Dąb Pamięci honorujący Bolesława Matznera: przy Szkole Podstawowej Stowarzyszenie Przyjaciół Szkół Katolickich w Smolajnach oraz przy I Liceum Ogólnokształcącym im. Króla Władysława Jagiełły w rodzinnej Dębicy (17 września 2009).